# La (音声ファイルフォーマット)
La （エルエー）は自由ソフトウェアのリアルタイム可逆圧縮オーディオエンコーダー/デコーダーである。可逆圧縮であるため音質の劣化がない。圧縮率の高さはMonkey's Audioより高く最高レベル。再生時のハードウェア負荷は少々高めであり圧縮速度は遅い。